# LATAM Pass
LATAM Pass é um programa de fidelidade que pertence à LATAM, que ressumiu o controle do programa no segundo semestre de 2019. O programa surgiu a partir da união dos programas Multiplus e LATAM Fidelidade.

## Histórico
A companhia contava, em 2013, com 12,2 milhões de participantes e 472 parceiros comerciais distribuídos no Brasil e, dentre suas principais parcerias, destacam-se grandes empresas como TAM Fidelidade, Ipiranga, Livraria Cultura, Accor, Oi, Editora Globo, Panvel, PontoFrio.com, Netshoes e PBKIDS.

## CEOs
- Eduardo Gouveia[4]